# Kolo godine
Kolo godine, Kotač godine ili Vještičje kolo godine, godišnji ciklus sezonskih svečanosti koji se poklapa sa solarnim događajima, poput solsticija i ekvinocija, a koji se prema vjerovanju neopogana, sastoji od osam glavnih sabata (Samhain, Yule, Imbolc, Ostara, Beltane, Litha, Lughnasadh/Lamas i Mabon). U suvremenom vještičarstvu, kao obliku novopoganske religije, kolo godine je osobito zastupljeno kod članova Wicce.
Kolo godine ima svoje povijesne početke u keltskoj kulturnoj tradiciji u kojoj se svetkovalo festivale koji odgovaraju onima iz modernog kola godine, ali unatoč tvrdnjama iz wiccanske tradicije, ne postoji dokaz o postojanju kola godine u njegovoj današnjoj formi. U keltskoj kulturi vrijeme je doživljavano kao cikličko i slavili su se prijelazi godišnjih doba, međutim jedan od najstrijih spomena modernog kola godina može se naći u djelu njemačkog filologa i književnika Jacoba Grimma (1785.-1963.) iz 1835. godine pod nazivom Teutonska mitologija. Njegov današnji ustroj utvrdila je tijekom 1950-ih i 1960-ih Wicca i otada ga koristi i svetkuje u sadašnjem obliku.
Tijekom srednjeg i ranog novog vijeka, inkvizicija je povezala preostatke poganskih običaja s vještičarstvom i sotonizmom te stvorila koncept po kojem su vještice noću okupljaju na sabatima gdje slave svoga gospodara, Sotonu. Ostatak takvih pučkih i crkvenih predaja zadržao se u danas sekularnoj proslavi Noći vještica.

## Sabati
- Jule (20.12. - 25.12.) - zimski suncostaj
- Imbolc (1.2 - 2.2.)
- Ostara (20.3. - 25.3.) - proljetna ravnodnevnica
- Beltane (30.4. - 1.5.)
- Litha (20.6. - 25.6.) - ljetni suncostaj
- Lughnasadh/Lamas (1.8.)
- Mabon (20.9. - 21.9.) - jesenska ravnodnevnica
- Samhain (komercijalno Noć vještica) (31.10.)